# Entoloma melenosmum
Entoloma melenosmum är en svampart som tillhör divisionen basidiesvampar, och som beskrevs av Machiel Evert ("Chiel") Noordeloos. Entoloma melenosmum ingår i släktet Entoloma, och familjen Entolomataceae. Arten har ej påträffats i Sverige.